# Тереза Бракко
Тереза Бракко(24 лютого 1924, Дего — 28 серпня 1944, там же) — італійська римо-католичка із Савони, що загинула під час Другої світової війни після відмови піддатися сексуальній агресії нацистського солдата. Бракко народилася скромною фермеркою і працювала на полях, одночасно відвідуючи Меси.
Бракко була беатифікована у 1998 році з нагоди візиту папи Івана Павла ІІ до Турину. Її беатифікація була схвалена після того, як було доведено, що вона була вбита в захисті, залишившись християнською дівою.

## Життєвий шлях
Тереза Бракко народилася в Деґо, у Савоні, у 1924 році та була шостою з семи дитиною подружжя фермерів Джакомо Бракко та Анни Пера. Її двоє братів загинули протягом тижня один від одного. Сестри та брати Терези:
- Джованні — помер у 1927 році від тифу
- Луїджі — помер у 1927 році від тифу
- Джузеппіна
- Марія
- Адель
- Анна — народилася в 1928 році

Поява на світ сестри Ганни була дуже великим щастям для її батьків, хоча батько хотів хлопчика, щоб той, коли стане дорослим, зміг заволодіти фермою. Бракко прийняла своє хрещення в 1924 році і була названа на честь святого Терези Лізьє.
Вечорами її батько очолював декламацію розаріїв. Бракко часто декламувала деякі розарії, коли займалася хатніми справами. Отець Наталі Олів'єрі приїхав до рідного міста Санта Джулія в 1930 році і був у захопленні від Бракко; він навчав її катехизму, а також надав ряд релігійних текстів для поглиблення своєї віри та знань. Дівчина прийняла своє Перше Причастя навесні 1931 року, а конфірмацію отримала 2 жовтня 1933 року. Бракко часто дивилася на Євхаристію під час Прясвятого Таїнства, або під час скинії, із глибоким захопленням, наче черпала з цього якусь внутрішню силу. Для цього вона часто прокидалася вранці, проходила кілометр, щоб відвідати месу. У 1933 році Тереза побачила образ святого Домініка Савіо у «Боллеттіно Салесіано» з девізом покійного святого: «Смерть, а не гріх», і, побачивши це, вона вигукнула: «Це стосується і мене!» Вона вирізала зображення, наклеїла його на листівку та повісила над ліжком. Це і залишилося її цінним виявом відданості на все життя. Тоді вона почала читати про його життя, а також любила читати «Зовнішні сентенції», які опублікував святий Альфонс Марія де Лігуорі, та книги святого Вінченцо Страмбі. До того ж, Тереза виховувала в собі відданість до святої Агнеси Римської та покровительки свого міста, святої Юлії Корсіанської так само, як і до святої Цецилії та Сент-Люсії.
У підлітковому віці Тереза відзначалася своєю сором'язливою промовою та була знана як боязка та покірна дівчина. Бракко не любила фарбуватись, хоча її привабливість серед чоловіків у місті видавала те, що вони залюбки б погуляли з нею по полю або відвідали разом із нею мессу. Вона допускала це, як прихильність до них, проте залишалася стриманою і скромною як у своїх діях, так і в думках. Отець Олів'єрі часто брав Терезу усім за приклад та говорив: «Будь як Тереза!» У Великий піст 1940 року вона зосередила свої роздуми над двома темами життя і смерті після того, як два священики-пасіоністи проповідували ці теми. 13 травня 1944 року в Терези помер батько.
28 серпня 1944 року Тереза пішла на ранкову мессу о 7 годині ранку, а потім пішла працювати на поле зі своїми двома сестрами Анною та Адель. Раптом троє дівчат почули вогнепальні постріли. О 9:00 ранку партизани попереджали їх не повертатися до своїх домівок, оскільки німецькі солдати швидко наступали і становили особливу небезпеку для жінок. Попри те дівчина хотіла повернутися, щоб допомогти матері сховатися і взяти з собою кілька речей, зокрема фотоапарат свого покійного батька.
Нацистські солдати, які партизанів, увійшли в її рідне місто Санта Джулія і почали тероризувати резиденції, забираючи партизанів собі в полонені. О 15 годині приїхали солдати, і вона сховалася за скелею, хоча незабаром її знайшли. Окрім Бракко нацисти викрали ще декількох жінок. У числі тих, кого забрали у полон, вона зустріла свого двоюрідну сестру Енріхетту Ферреру та її немовля. Феррера ненадовго віддала дитину Бракко, але Бракко віддала дитину назад, коли та почала ридати і гнівати солдатів.
Один солдат відвіз дівчину в ліс, щоб зґвалтувати. Тереза намагалася бігти, щоб покликати на допомогу, але намарно — її спіймали. Розлючений солдат задушив її, незважаючи на всі протистояння — і потім двічі вистрілив їй у серце. Отець Наталі обшукав ліс і 30 серпня знайшов її останки поруч із останками сестри. Виявили, що вбита Бракко лежала на спині зі схрещеними на грудях руками — куля пройшла через одну руку і застрягла у верхній частині грудей, а на горлі, окрім синців на обличчі та укусу, був блідий слід. Олів'єрі швидко прикрив її останки. Тоді викликали доктора Скорзу, щоб підтвердив смерть та з'ясував, що сталося. 31 серпня Терезу поховали.
10 травня 1989 року останки Терези Бракко були ексгумовані для канонічної інспекції, як частини розпочатого процесу беатифікації.

## Беатифікація
Процес беатифікації розпочався 15 квітня 1988 року за папи Івана Павла ІІ після того, як Конгрегація в справах святих випустила офіційну "нігільську перешкоду" у справі і назвала її Слугою Божою як першим кроком у цьому процесі. 20 червня 1988 року єпископ Лівіо Марітано відкрив єпархіальний процес, а пізніше закрив його невдовзі до того, як CCS затвердив його — 25 січня 1991 року — у Римі.
Офіційне досьє, відоме під назвою «Позітіо», було надіслане до КСС у 1993 році, і богослови затвердили заслуги 26 листопада 1996 року, тоді як кардинали та члени єпископа КСС також затвердили заслуги Терези 15 квітня 1997 року. 7 липня 1997 року Іоанн Павло II видав остаточне схвалення указом і під час свого пастирського візиту в Турин 24 травня 1998 року беатифікував Терезу Бракко.